# Confederação Brasileira de Judô
A Confederação Brasileira de Judô (CBJ) é a entidade máxima responsável pelo judô em alcance nacional no Brasil. Fundada em 18 de março de 1969, só viria a ser reconhecida pelo Comitê Olímpico do Brasil três anos mais tarde, em 1972. Atualmente, a CBJ é responsável pela convocação dos atletas brasileiros que representam a seleção em campeonatos Continentais, Mundiais e nos Jogos Olímpicos.

## História
A Confederação Brasileira de Judô foi fundada em 18 de março de 1969. Antes da CBJ administrar o judô brasileiro, porém, algumas entidades o fizeram. Em 1933, a Ju-kendo-Renmei foi a primeira entidade a administrar o judô no país, ficando restrita ao Estado de São Paulo. Em 1937, está mesma entidade passa a administrar o Paraná também. Durante as décadas de 1940, 1950, e 1960, o judô brasileiro passou a ser organizado pela Confederação Brasileira Pugilismo.
Com o surgimento da União Pan-Americana de Judô em 1952, a organização do primeiro Campeonato Brasileiro de Judô em 1954 (regido pela Confederação Brasileira Pugilismo), o surgimento das primeiras federações estaduais de judô (como a Federação Paulista de Judô em 1958), e a introdução do judô nos Jogos Pan-Americanos de São Paulo 1963 e nas Olimpíadas de Tóquio 1964, onde o brasileiro Lhofei Shiozawa foi o único representante do país na modalidade - terminando em quinto lugar -, ficou clara a necessidade de uma entidade nacional para administrar o esporte no país. Mesmo fundada em 1969, a CBJ só seria reconhecida oficialmente pelo Comitê Olímpico Brasileiro em 22 de fevereiro de 1972, na gestão do presidente Augusto de Oliveira Cordeiro.

## Conquistas por Equipes
Desde que disputa competições por equipe, a CBJ, representando o Brasil, conquistou alguns feitos importantes:
 PRATA
Copa do Mundo por Equipes Masculino: 1988, 2007, 2010, 2011
Copa do Mundo por Equipes Feminino: 2013
 BRONZE
Copa do Mundo por Equipes Masculino: 2008, 2012
Copa do Mundo por Equipes Feminino: 2012

## Campeonatos Mundiais Individuais

### Mundial Sênior
Os judocas brasileiros sempre se destacaram em campeonatos mundiais individuais. Seja no sênior (a principal categoria do Judô), seja nas bases, o Brasil é tido sempre como equipe com judocas capazes de brigarem por medalhas. Segue abaixo os campeões e vice-campeões mundiais sênior do país na modalidade
 Campeões Mundiais Sênior
- João Derly: 2005, 2007
- Tiago Camilo: 2007
- Luciano Correa: 2007
- Rafaela Silva: 2013
- Mayra Aguiar: 2014

 Vice-campeões Mundiais Sênior
- Aurélio Miguel: 1993, 1997
- Mayra Aguiar: 2010
- Leandro Guilheiro: 2010
- Leandro Cunha: 2010, 2011
- Rafaela Silva: 2011
- Érika Miranda: 2013
- Maria Suelen Altheman: 2013, 2014
- Rafael Silva: 2013

### Outros mundiais
Além das medalhas do Mundial Sênior, o Brasil possui medalhas nos seguintes mundiais:
- Mundial Junior: 59 medalhas - 12 ouros / 17 pratas / 30 bronzes
- Mundial Juvenil: 10 medalhas - 2 ouros / 2 pratas / 6 bronzes

## Medalhistas olímpicos
O judô é o esporte individual que mais medalhas olímpicas deu ao Brasil, sendo 24 no total. Essas medalhas influenciam diretamente na popularidade do esporte no país. Segue a lista dos medalhistas:
MUNIQUE 1972
 Chiaki Ishii, Ashikaga,  (naturalizado)
LOS ANGELES 1984
 Douglas Vieira, Londrina, 
 Walter Carmona, São Paulo, 
 Luiz Onmura, São Paulo, 
SEUL 1988
 Aurélio Miguel, São Paulo, 
BARCELONA 1992
 Rogério Sampaio, Santos, 
ATLANTA 1996
 Aurélio Miguel, São Paulo, 
 Henrique Guimarães, São Paulo, 
SYDNEY 2000
 Tiago Camilo, Tupã, 
 Carlos Honorato São Paulo, 
ATENAS 2004
 Leandro Guilheiro, Suzano, 
 Flavio Canto, Oxford,  (naturalizado)
BEIJING 2008
 Ketleyn Quadros, Brasília, 
 Leandro Guilheiro, Suzano, 
 Tiago Camilo, Tupã, 
LONDRES 2012
 Sarah Menezes, Teresina, 
 Felipe Kitadai, São Paulo, 
 Mayra Aguiar, Porto Alegre, 
 Rafael Silva, Campo Grande, 
RIO 2016
 Rafaela Silva, Rio de Janeiro, 
 Mayra Aguiar, Porto Alegre, 
 Rafael Silva, Campo Grande, 
TOKYO 2020
 Daniel Cargnin, Porto Alegre, 
 Mayra Aguiar, Porto Alegre, 

### Outras conquistas
O sucesso do judô brasileiro se repete em outros eventos multiesportivos, acumulando o Brasil medalhas nos:
- Jogos Paralímpicos: 18 medalhas - 4 ouros / 5 pratas / 9 bronzes
- Jogos Pan-americanos: 97 medalhas - 25 ouros / 29 pratas / 43 bronzes
- Jogos Olímpicos da Juventude: 4 medalhas - 1 ouros / 2 pratas / 9 bronzes

### Curiosidades sobre as medalhas olímpicas
- Mayra Aguiar é a atleta com mais medalhas olímpicas na história do judô brasileiro: ao todo, ela tem 3 medalhas, sendo todas de bronze, conquistadas nas edições de Londres 2012, Rio 2016 e Tokyo 2020[8][9].

- Aurélio Miguel e Tiago Camilo são os únicos atletas do judô brasileiro, a terem duas medalhas olímpicas de cores diferentes: Aurélio foi ouro em Seoul 1988 e bronze em Atlanta 1996; enquanto Camilo foi prata em Sydney 2000 e bronze em Beijing 2008.

- Leandro Guilheiro e Rafael Silva também possuem duas medalhas olímpicas, porém, ambos conquistaram apenas o bronze. Guilheiro foi medalhista em Atentas 2004 e Beijing 2008; enquanto Silva foi bronze na Londres 2012 e Rio 2016.

- Dois judocas medalhistas olímpicos pelo Brasil, nasceram no exterior, são eles: Chiaki Ishii, que nasceu em Ashikaga, no Japão; e Flavio Canto, que nasceu em Oxford, na Inglaterra.

- As 24 medalhas olímpicas do Brasil, na modalidade, estão divididas da seguinte forma: 12 foram conquistas por atletas paulistas; 4 por atletas gaúchos; 2 por um atleta sul-mato-grossense; 2 por atletas naturalizados; 1 por um atleta paranaense; 1 por uma atleta piauiense; 1 por uma atleta brasiliense e 1 por uma atleta carioca.

- Douglas Vieira foi o primeiro judoca brasileiro a disputar uma final olímpica da modalidade..

- Ketleyn Quadros foi a primeira mulher brasileira a conquistar uma medalha olímpica em esportes individuais, em toda história do país nos Jogos.

- Sarah Menezes se tornou a primeira mulher campeã olímpica do judô brasileiro.

## Presidentes
Segue a lista dos Presidentes da CBJ, que atualmente ocupam o mandato por 4 anos:
- 1969-1979 - Augusto de Oliveira Cordeiro
- 1980-1981 - Miguel Martins Fernandez
- 1982-1984 - Sérgio Adib Bahi
- 1985-1990 - Joaquim Mamede de Carvalho e Silva
- 1991-2000 - Joaquim Mamede de Carvalho e Silva Júnior
- 2001-2017 - Paulo Wanderley Teixeira
- 2017-Atual - Silvio Acácio Borges[11]